# Кардіфф Сіті
«Ка́рдіфф Сі́ті» — (англ. Cardiff City Association Football Club, валл. Clwb Pêl-droed Dinas Caerdydd) — валлійський футбольний клуб з міста Кардіфф. Заснований 9 жовтня 1899 року і є одним з шести валлійських клубів в англійському футболі. Перший неанглійський клуб, що виграв одне з трьох вищих змагань, Кубок Англії в 1927 році.

## Історія
«Кардіфф Сіті» був заснований в 1899 році. Кілька десятиліть клуб був одним з найсильніших в Англії, серед яких найбільшим досягненням стало друге місце в Футбольній лізі сезону 1923-24, при чому чемпіонство «ластівки» програли «Гаддерсфілд Таун» лише через гіршу середню результативність. Крім того, команда двічі виходила у фінал Кубка Англії: 1925 року «Кардіфф Сіті» програв 1-0 «Шеффілд Юнайтед», а через два роки з таким же рахунком обіграв «Арсенал». Також протягом 1920—1930 років «Кардіфф Сіті» шість разів вигравав Кубок Уельсу.
Проте, в кінці 1920-х років у кардіфського клубу настала криза: 1929 року команда зайняла останнє місце в першій футбольній лізі і вилетіла з еліти, а через два роки вилетіла аж в Третій дивізіон, де і грала аж до війни.

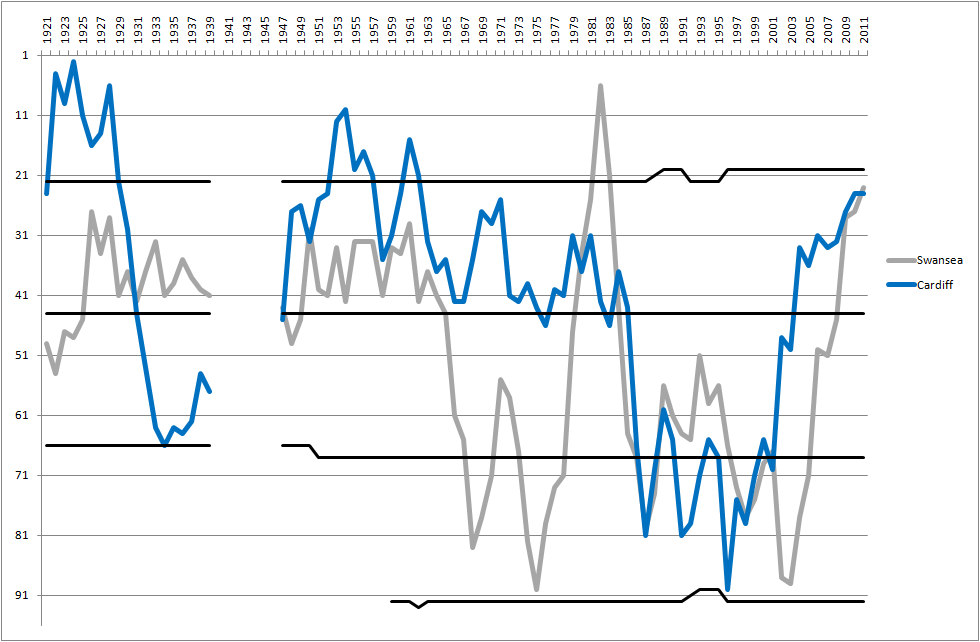
Діаграма виступів «Кардіфф Сіті» по сезонах (синя крива)

Щоправда, після війни ситуація дещо налагодилась — 1947 року команда повернулася в Другий дивізіон, а 1952 — в Перший. А в 1956 році вперше за 26 років знову виграла Кубок Уельсу. 1957 року команда знову вилетіла з елітного дивізіону, проте 1960 року повернулася назад, де провела свої два останні на довгі роки сезони в Першому дивізіоні.

Логотип клубу у 2008—2012 роках

З 1962 по 1985 рік команда постійно виступала у Другому дивізіоні (крім сезонів 1975–76 та 1982–83, коли команда на один сезон вилітала в Третій дивізіон). В цей період команда була середняком Другого дивізіону, але однією з найсильніших команд Уельсу, вигравши з 1965 по 1977 рік Кубок Уельсу десять разів, що дозволило команді стати частим учасників Кубку Кубків, найвищим досягненням якого був півфінал у сезоні 1967–68, а також чвертьфінали у дебютному єврокубковому сезоні 1964–65 та 1970–71.
У 1986 році команда вилетіла до Четвертого дивізіону, і протягом наступних чотирнадцяти років постійно курсувала між Третім і Четвертим дивізіоном, втративши в цей час і лідерство в Уельсі, здобувши лише три перемоги в місцевому кубку.
Тим не менш, в 2003 році «Кардіфф Сіті», здобувши шосте місце в Другому дивізіоні (третьому за рівнем), виграли плей-оф і вийшли до Першого дивізіону, який з наступного сезону став Чемпіоншипом. Там команда довгий час була середняком, не маючи особливої можливості для підвищення, і лише в сезоні 2009-10 вона зайняла 4 місце і зуміла забезпечити собі місце в плей-оф для Прем'єр-Ліги, але програла у фіналі 3-2 «Блекпулу» на стадіоні Вемблі, двічі ведучи в рахунку по ходу гри. У наступному сезоні команда знову посіла четверте місце в таблиці, але програла у півфіналі плей-оф 3-0 за сумою двох матчів «Редінгу». У сезоні 2011–12 років «Кардіфф» зайняв шосте місце і втретє поспіль вийшли в плей-оф, де цього разу програли у півфіналі 5-0 за сумою двох матчів «Вест Хем Юнайтед» у плей-оф півфінал, а також дійшов до фіналу Кубка Футбольної Ліги, де лише по пенальті поступився «Ліверпулю».
У сезоні 2012–13 клуб здобув перше місце і автоматично кваліфікувався в Прем'єр-лігу, ставши другим валлійським клубом після «Свонсі Сіті», який потрапив у цей турнір.

## Досягнення
- Володар кубка Англії: 1927
- Фіналіст кубка Англії: 1925, 2008
- Володар Чаріті Шилд: 1927
- Володар кубка Уельсу: 1912, 1920, 1922, 1923, 1927, 1928, 1930, 1956, 1959, 1964, 1965, 1967, 1968, 1969, 1970, 1971, 1973, 1974, 1976, 1988, 1992, 1993
- Чемпіон 3-го дивізіону: 1947, 1993
- Півфіналіст Кубка володарів кубків: 1968

## Виступи в єврокубках
Перемога
      Нічія
      Поразка
| Сезон   | Змагання               | Раунд | Суперник              | Результати | Результати | Результати   |
| Сезон   | Змагання               | Раунд | Суперник              | 1-а гра    | 2-а гра    | В сукупності |
| ------- | ---------------------- | ----- | --------------------- | ---------- | ---------- | ------------ |
| 1964-65 | Кубок володарів кубків | 1Р    | Есб'єрг               | 0-0 (В)    | 1-0 (Д)    | 1-0          |
| 1964-65 | Кубок володарів кубків | 2Р    | Спортінг              | 2-1 (В)    | 0-0 (Д)    | 2-1          |
| 1964-65 | Кубок володарів кубків | 1/4   | Реал Сарагоса         | 2-2 (В)    | 0-1 (Д)    | 2-3          |
| 1965-66 | Кубок володарів кубків | 1Р    | Стандард              | 1-2 (Д)    | 0-1 (В)    | 1-3          |
| 1967-68 | Кубок володарів кубків | 1Р    | Шемрок Роверс         | 1-1 (В)    | 2-0 (Д)    | 3-1          |
| 1967-68 | Кубок володарів кубків | 2Р    | НАК Бреда             | 1-1 (В)    | 4-1 (Д)    | 5-2          |
| 1967-68 | Кубок володарів кубків | 1/4   | Торпедо Москва        | 1-0 (Д)    | 0-1 (В)    | 1-1          |
| 1967-68 | Кубок володарів кубків | 1/2   | Гамбург               | 1-1 (В)    | 2-3 (Д)    | 3-4          |
| 1968-69 | Кубок володарів кубків | 1Р    | Порту                 | 2-2 (Д)    | 1-2 (В)    | 3-4          |
| 1969-70 | Кубок володарів кубків | 1Р    | Мйондален             | 7-1 (В)    | 5-1 (Д)    | 12-2         |
| 1969-70 | Кубок володарів кубків | 2Р    | Гезтепе               | 0-3 (В)    | 1-0 (Д)    | 1-3          |
| 1970-71 | Кубок володарів кубків | 1Р    | Пезопорікос           | 8-0 (Д)    | 0-0 (В)    | 8-0          |
| 1970-71 | Кубок володарів кубків | 2Р    | Нант                  | 5-1 (Д)    | 2-1 (В)    | 7-1          |
| 1970-71 | Кубок володарів кубків | 1/4   | Реал Мадрид           | 1-0 (Д)    | 0-2 (В)    | 1-2          |
| 1971-72 | Кубок володарів кубків | 1Р    | Динамо Берлін         | 1-1 (В)    | 1-1 (Д)    | 2-2          |
| 1973-74 | Кубок володарів кубків | 1Р    | Спортінг              | 0-0 (Д)    | 1-2 (В)    | 1-2          |
| 1974-75 | Кубок володарів кубків | 1Р    | Ференцварош           | 0-2 (В)    | 1-4 (Д)    | 1-6          |
| 1976-77 | Кубок володарів кубків | ПР    | Серветт               | 1-0 (Д)    | 1-2 (В)    | 2-2          |
| 1976-77 | Кубок володарів кубків | 1Р    | Динамо Тбілісі        | 1-0 (Д)    | 0-3 (В)    | 1-3          |
| 1977-78 | Кубок володарів кубків | 1Р    | Аустрія Відень        | 0-0 (Д)    | 0-1 (В)    | 0-1          |
| 1988-89 | Кубок володарів кубків | 1Р    | Деррі Сіті            | 0-0 (В)    | 4-0 (Д)    | 4-0          |
| 1988-89 | Кубок володарів кубків | 2Р    | Орхус                 | 1-2 (В)    | 0-4 (Д)    | 1-6          |
| 1992-93 | Кубок володарів кубків | 1Р    | Адміра Ваккер Медлінг | 1-1 (Д)    | 0-2 (В)    | 1-3          |
| 1993-94 | Кубок володарів кубків | 1Р    | Стандард              | 2-5 (В)    | 1-3 (Д)    | 3-8          |